# Tweetalig onderwijs
Tweetalig onderwijs is onderwijs in twee talen, waarbij een van beide doorgaans de plaatselijke officiële taal is tenzij er twee zijn zoals in het Brussels Hoofdstedelijk Gewest of de provincie Friesland. Het kan gaan om:
- onderwijs waar de leerlingen het taalregime van de lessen kunnen kiezen. Zo zijn er aan de meeste Vlaamse en Nederlandse universiteiten opleidingen, vooral op master-niveau, die men in het Engels of het Nederlands kan volgen.
- onderwijs waar een gedeelte van de vakken niet in de moedertaal worden gegeven. Bij deze Content and Language Integrated Learning (CLIL) worden lesinhoud en taalkennis geïntegreerd aangebracht.

Daarnaast zijn er in Friesland scholen die drietalig onderwijs aanbieden met Nederlands, Fries en Engels.

## België
Tot aan de Tweede Wereldoorlog hadden veel secundaire scholen vooral in de steden een Franse en een Vlaamse afdeling. Nogal wat Brusselse lagere scholen hebben een Franse klas en een Vlaamse klas.

### Vlaanderen
In Vlaanderen houdt men de boot af wat betreft tweetalig onderwijs, al wordt het onderwerp weer ter discussie gesteld, bijvoorbeeld door de Brusselse VLD, onder meer aan de hand van het Nederlandse voorbeeld. Koning Albert lanceerde eind van de jaren 90 van de 20e eeuw het idee van vroege (kleuterschool) tweetalige scholen, om de tweetaligheid van zijn onderdanen te verbeteren. Hij werd teruggefloten, onder meer op wetenschappelijke gronden.
Er zijn meerdere motieven waarom men in Vlaanderen aarzelt met tweetalig onderwijs:
- Wellicht is er een historische reden: men heeft decennia moeten vechten om het onderwijs echt Nederlandstalig te maken, vrij van het Frans. Als men nu het Frans of Engels binnenhaalt, is dat allemaal vergeefse moeite geweest.
- In het secundair onderwijs, en zeker in het lager onderwijs - a fortiori in het kleuteronderwijs - wordt tweetalig onderwijs tegenhouden door de regeling van het vereiste bekwaamheidsbewijs. Vlaamse leraars moeten een Nederlandstalig diploma (van een Nederlandstalige instelling voor hoger onderwijs zoals een normaalschool) hebben, ook als zij geschiedenis, wiskunde of zelfs Frans geven. De grote vrees is, dat bijvoorbeeld een leraar aardrijkskunde die zijn vakkennis in het Engels of het Frans moet aanbrengen, die taal niet genoeg beheerst, of althans geen taaldidactiek onder de knie heeft. Men wil de taal liever laten aanleren door specialisten in taalonderwijs dan door vakmensen die een mondje Frans of Engels jargon praten.
- In Vlaanderen start het tweede-taalonderwijs reeds op 10-jarige leeftijd (soms zelfs vroeger in faciliteiten- of taalgrensgemeenten). Iedereen heeft bij de aanvang van de secundaire school al een mondje Frans geleerd. Het verleden heeft aangetoond dat op die manier heel wat Vlamingen behoorlijk twee- tot meertalig door het leven kunnen gaan.
- Als een bepaald vak (bijvoorbeeld scheikunde) nog maar uitsluitend in het Engels wordt aangebracht, zullen de leerlingen vooruitgang maken in het Engels, maar kennen daardoor de juiste Nederlandse termen niet meer. Het gevaar bestaat dat de betere tweetaligheid een verschraling van de kennis van het Nederlands als prijs heeft. Een evolutie die men nu bijvoorbeeld reeds ziet bij sommige informatici.
- Tweetalig onderwijs heeft ook iets elitairs. Alleen wie de intellectuele, en soms ook de financiële mogelijkheden heeft, komt daarvoor in aanmerking en verwerft zo een nog grotere voorsprong op de rest van de samenleving. Het Vlaamse onderwijsdepartement maakt daarentegen een prioriteit van Gelijke Onderwijskansen.
- In het hoger onderwijs is het Engels wel in beperkte mate toegelaten, voornamelijk in (aanvullende) master-opleidingen of in specialismen waar veel buitenlandse studenten voor naar Vlaanderen komen, bijvoorbeeld kerkelijk recht aan de Katholieke Universiteit Leuven, of biogenetica aan de Universiteit Gent. Maar ook daar wil men het Nederlands karakter van de hogeschool of universiteit benadrukken. Zo organiseert de universiteit voor buitenlandse (Erasmus-)studenten bijvoorbeeld intensieve taalcursussen NT2. Voor de volledige lijst van anderstalige opleidingen in het Vlaamse hoger onderwijs: zie externe link.

Een beperkte vorm van tweetalig onderwijs (eigenlijk eerder een "taalbad") bestaat in België als "taaluitwisseling". Met steun van het Prins Filipfonds kunnen scholen vanaf het eerste studiejaar van beide zijden van de taalgrens klassen uitwisselen. Voor het kleuteronderwijs is er geen steun, nochtans leren kinderen op deze leeftijd onbewust en het snelst een andere taal .Vooral in de hogere jaren van het secundair onderwijs, als men de tweede landstaal al voldoende kent, volgt de ene klas alle lessen in de gastschool over de taalgrens, terwijl de leerlingen van die school op bezoek zijn in de andere school.

### Franstalig België
In het Franstalig onderwijs in België wordt met name in Wallonië wel op een groot aantal scholen een gedeelte van de lessen in het Nederlands, Duits of het Engels gegeven.

Een van de experimenten is het "taalbad" of "immersieonderwijs", waarbij gedurende bepaalde tijd een anderstalige leerkracht voor de klas komt en uitsluitend zijn of haar taal praat. Meerdere vakken (bijvoorbeeld rekenen, aardrijkskunde enz.) worden in de andere taal gegeven. In 2007-2008 hadden 113 basisscholen minstens één klas met een taalbad, en in 2008-2009 hadden 69 middelbare scholen minstens één klas met een taalbad. Ongeveer 25% van de scholen biedt Engels aan en 5% Duits. De rest (70%) van de scholen biedt Nederlands aan.

## Nederland
In Nederland circuleert de afkorting 'tto' voor tweetalig voortgezet onderwijs, 'tvwo' voor het vwo, thavo voor het havo en tvmbo voor het vmbo.
Sinds 2002 groeide het aantal scholen dat tweetalig onderwijs in het Engels aanbiedt, van 32 (2002) via 45 (2003), 54 (2004), 70 (2005), 95 (2006), 97 scholen in 2013 en 130 in 2015. Aannemelijk is dat deze jaarlijkse groei zich voorlopig zal voortzetten. Meest voorkomend is in Nederland de combinatie Nederlands-Engels, maar theoretisch en praktisch zijn ook andere vormen mogelijk. Dan kan het Nederlands met Fries, Frans, Duits, Spaans, Italiaans, Mandarijn, Arabisch of Turks worden gecombineerd.
Scholen met tweetalig onderwijs hebben over het algemeen toelatingsprocedures en wachtlijsten. Het ontwikkelt zich als een moderne concurrent voor het traditionele gymnasium.

### Fries in het onderwijs
De provincie Friesland is officieel tweetalig Fries-Nederlands. Dit komt onder meer tot uitdrukking in het onderwijs, waar basisscholen sinds 1980 verplicht zijn tot het onderwijzen van minimaal één leseenheid Fries per week. Ontheffing van de 'Friese les' kan worden verleend, met name voor scholen die buiten het Friese taalgebied zijn gelegen, bijvoorbeeld op de eilanden en in de Stellingwerven. Een op de drie scholen heeft ontheffing aangevraagd. Vanaf 2030 is een ontheffing niet langer mogelijk en moeten alle basisscholen en scholen voor voortgezet onderwijs het vak Fries op voldoende niveau aanbieden. Om scholen hier klaar voor te maken is de provincie samen met onder andere de Onderwijsinspectie het projekt Taalplan Frysk gestart.
Vanwege de beperkte omvang van de lessen Fries en de slechte resultaten die hiermee behaald worden, ontstond in de jaren '90 het idee om scholen de gelegenheid te geven hun instelling volledig tweetalige scholen in te richten en dit te combineren met het Engels als lesvak, waarmee een drietalige opzet zou worden gerealiseerd. Uiteindelijk is in het schooljaar 1997-1998 op zeven scholen gestart met het project Trijetalige skoalle (drietalige school). Hierbij wordt in groep 1 t/m 6 de helft van de tijd in het Fries en de andere helft in het Nederlands lesgegeven. In groep 7 en 8 komt Engels er een dagdeel in de week als derde onderwijstaal bij, waardoor de verhouding tussen de onderwijstalen in de twee hoogste groepen 40% Fries - 40% Nederlands - 20% Engels is. Dit laat onverlet dat ook een tweetalig Nederlands-Engelse opzet mogelijk blijft.
De resultaten van het project waren veelbelovend: de kennis van het Nederlands lag op het landelijke gemiddelde (het onderwijs in de andere talen gaat dus niet ten koste van het Nederlands), terwijl tegelijk voor het Fries goede resultaten werden behaald, ook bij kinderen die thuis geen Fries spreken. De beheersing van het Engels liet dezelfde bovengemiddelde resultaten zien. Bovenal bleken de kinderen soepeler met talen om te gaan en zich zekerder te voelen in hun taalgebruik.
Naar aanleiding hiervan is het tijdelijke project van 2006, toen bestaande uit 11 basisscholen, omgezet in een definitief Netwurk Trijetalige Skoallen (3TS). Anno 2014 is dit aantal gegroeid tot 72: 30 gecertificeerde drietalige basisscholen en nog eens 42 nieuw deelnemende basisscholen die een inwerkperiode van twee jaar zijn aangegaan, op een totaal van meer dan 450 basisscholen in Friesland. Het scholennetwerk wordt ondersteund door het Taalsintrum Frysk, dat onderdeel is van het Centrum voor Educatieve Dienstverlening in Noord-Nederland (CEDIN).

### Nederlandse Gebarentaal
Rond de jaren negentig van 20e eeuw hadden de guyotscholen te Haren het tweetalig onderwijs voor dove leerlingen ingevoerd. Daardoor behaalden veel dove kinderen betere resultaten op diverse gebieden. Dit project tot invoering van het tweetalige onderwijs voor Doven bleek succesvol te zijn. De kinderen konden zowel het Nederlands als de Nederlandse Gebarentaal goed beheersen en hun sociaal-emotionele ontwikkeling werd meer vergelijkbaar met die van de niet-dove leerlingen in het reguliere onderwijs. De rest van de dovenscholen volgden het voorbeeld van H.D.Guyot Instituut.

### Vreemde talen
Tweetalig onderwijs kan in alle onderwijsvormen en alle leeftijden voorkomen, dus zowel op de basisschool, het voortgezet onderwijs, het mbo, hbo of de universiteit. Meestal gaat het echter om havo en vwo. De twee talen worden in gelijke mate gebruikt, ook bijvoorbeeld in vakken die weinig met talen te maken hebben zoals economie, wiskunde, natuurkunde, statistiek enz. Als er alleen maar extra uren in de vreemde taal gegeven worden, kan er sprake zijn van Versterkt Engels, Versterkt Duits, OET (onderwijs in eigen taal), enz. Op universiteiten zijn er wel richtingen die in naam Engelstalig zijn, maar waar in de praktijk in het Nederlands wordt gecommuniceerd. Dit wordt niet tweetalig genoemd. Een van de doelstellingen is natuurlijk dat de kennis van de tweede taal bij de leerlingen toeneemt. De leerlingen kunnen een International Baccalaureate taalcertificaat behalen. Initiatieven op het gebied van tweetalig onderwijs worden in Nederland gecoördineerd door het Europees Platform.

#### Toelating
Niet iedereen wordt tot deze opleiding toegelaten. Uiteraard verschilt dit per school. Omdat het vaak om vwo-scholen gaat, moet er in ieder geval een Citotoets zijn die voldoende is plus een schooladvies, toelatingsgesprek, met een motivatie. Vaak zijn er ook extra kosten aan verbonden die via een ouderbijdrage moeten worden betaald. Op verschillende scholen is er ook de mogelijkheid om op havo-niveau tweetalig onderwijs te volgen. Enkele scholen bieden tweetalig vmbo en mavo aan.

#### Alternatieven
Naast het tweetalig onderwijs bestaat er ook het Versterkt Engels, dat minder Engels aanbiedt dan het tweetalig onderwijs. Verder bestaat er het Internationaal onderwijs, met internationale scholen die volledig Engelstalig zijn.